# Tetsuo Kagawa
Tetsuo Kagawa (香川 哲男, Kagawa Tetsuo) é um astrônomo japonês, descobridor de asteroidea.